# Mycodrosophila grandifrons
Mycodrosophila grandifrons är en tvåvingeart som beskrevs av Mcevey och Bock 1982. Mycodrosophila grandifrons ingår i släktet Mycodrosophila och familjen daggflugor. Inga underarter finns listade i Catalogue of Life.